# Sepaste
Sepaste es una localidad situada en el condado de Hiiu, Estonia. Según el censo de 2021, tiene una población de 6 habitantes.
Está ubicada en la isla de Hiiumaa (archipiélago Moonsund), al noroeste del país, junto a la costa del mar Báltico y a poca distancia al norte de la isla de Saaremaa.